# Robin S.
Robin S., née Robin Stone le 27 avril 1962 à New York (Queens), aux États-Unis, est une chanteuse autrice-compositrice-interprète américaine. Elle a marqué les années 1990 avec ses nombreux singles, dont Show Me Love et Luv 4 Luv, qui se sont classés très haut dans les charts à travers le monde.

## Discographie

### Albums studio
| Année                                                            | Album        | Meilleure position | Meilleure position | Meilleure position | Meilleure position | Label             |
| Année                                                            | Album        | États-Unis         | États-Unis R&B     | Royaume-Uni        | Pays-Bas           | Label             |
| ---------------------------------------------------------------- | ------------ | ------------------ | ------------------ | ------------------ | ------------------ | ----------------- |
| 1993                                                             | Show Me Love | 110                | 4                  | 34                 | 1                  | Big Beat/Atlantic |
| 1997                                                             | From Now On  | —                  | 36                 | 3                  | 3                  | Big Beat/Atlantic |
| "—" signifie que l'album n'est pas classé ou sorti dans le pays. |              |                    |                    |                    |                    |                   |

### Singles
| Année                                                              | Single                                                      | Classement par pays | Classement par pays | Classement par pays | Classement par pays | Classement par pays | Album        |
| Année                                                              | Single                                                      | États-Unis          | États-Unis R&B      | États-Unis Dance    | Royaume-Uni         | Pays-Bas            | Album        |
| ------------------------------------------------------------------ | ----------------------------------------------------------- | ------------------- | ------------------- | ------------------- | ------------------- | ------------------- | ------------ |
| 1993                                                               | Show Me Love                                                | 5                   | 7                   | 1                   | 6                   | 1                   | Show Me Love |
| 1993                                                               | Luv 4 Luv                                                   | 53                  | 52                  | 1                   | 11                  | 1                   | Show Me Love |
| 1993                                                               | What I Do Best                                              | —                   | 3                   | 8                   | 43                  | 3                   | Show Me Love |
| 1994                                                               | I Want to Thank You                                         | —                   | 30                  | 5                   | 48                  | 23                  | Show Me Love |
| 1994                                                               | Back It Up                                                  | —                   | —                   | 10                  | 43                  | 40                  | Show Me Love |
| 1997                                                               | Show Me Love '97                                            | —                   | —                   | —                   | 9                   | —                   | Aucun        |
| 1997                                                               | It Must Be Love                                             | 91                  | 3                   | 1                   | 37                  | 1                   | From Now On  |
| 1997                                                               | You Got the Love (avec T2)                                  | —                   | 15                  | 2                   | —                   | 8                   | Aucun        |
| 1998                                                               | Midnight                                                    | —                   | 45                  | 3                   | —                   | 11                  | From Now On  |
| 1999                                                               | Show Me Love '99                                            | —                   | —                   | 15                  | —                   | —                   | Aucun        |
| 2002                                                               | Show Me Love 2002                                           | —                   | —                   | —                   | 61                  | 80                  | Aucun        |
| 2008                                                               | Show Me Love 2008                                           | —                   | —                   | —                   | —                   | 1                   | Aucun        |
| 2009                                                               | Show Me Love (Remixes) (avec Steve Angello & Laidback Luke) | —                   | —                   | —                   | 11                  | —                   | Aucun        |
| 2009                                                               | At My Best (avec Corey Gibbons)                             | 43                  | —                   | 4                   | —                   | 55                  | Aucun        |
| "—" signifie que le single n'est pas classé ou sorti dans le pays. |                                                             |                     |                     |                     |                     |                     | Aucun        |